# China Blue (film 2005)
China Blue è un documentario del 2005 diretto da Micha Peled.

## Trama
La vita di Jasmine, una giovanissima operaia di una fabbrica cinese di blue jeans. Sullo sfondo vengono trattate sia le condizioni di sfruttamento presenti nelle fabbriche della Cina che l'enorme importanza delle esportazioni cinesi per l'economia mondiale.

## Distribuzione
In Italia il documentario è stato trasmesso in forma ridotta da Rai 3 il 7 febbraio 2008, nel corso della trasmissione Doc3.

## Riconoscimenti
- Amnesty International Film Festival
  - 2005 - Amnesty International-DOEN Award